# Прокушево
Прокушево (рос. Прокушево) — присілок Бокситогорського району Ленінградської області Росії. Входить до складу Радогощинського сільського поселення.
Населення — 4 особи (2012 рік). 